# Mechanics' Institute Chess Club
 (février 2021).
Le Mechanics' Institute Chess Club de San Francisco est le plus ancien club d'échecs des États-Unis encore en activité. La première réunion du club a eu lieu le 11 décembre 1854 mais le club est juridiquement constitué le 24 avril 1855. San Francisco était alors une ville située à la frontière des États-Unis, à l'époque de la ruée vers l'or en Californie.

## Histoire du club
Le premier joueur de classe mondiale à visiter le club de San Francisco était Johann Zukertort, qui passe près d'un mois dans la ville en juillet 1884. George Gossip visite la ville et le club en 1888, écrivant un compte rendu des échecs à San Francisco pour le compte du International Chess Magazine,,. De nombreux joueurs de premier plan ont fait des tournées ou ont joué pour ce club, comme Harry Pillsbury, Géza Maróczy, Frank Marshall (en 1913 et en 1915), Borislav Kostić (en 1915), Samuel Reshevsky (en 1921 et en 1956), Arthur Dake (notamment en 1937), Georges Koltanowski (en 1939), Svetozar Gligorić et Tony Miles . Le club a également reçu la visite de nombreux champions du monde, dont Emanuel Lasker (en 1902 et en 1926), José Capablanca (en 1916), Alexandre Alekhine (en 1924 et en 1929), Max Euwe, Bobby Fischer (en 1964), Vassily Smyslov (en 1976), Tigran Petrosian (en 1978), Anatoly Karpov (en 1999) et Boris Spassky (en 1980 et en 2006).

## Événements organisés
La Chess Room, comité directeur, organise régulièrement des tournois de la fédération américaine des échecs, y compris de blitz et de parties rapides. Le 2 mai 2019, le championnat rapide du Mechanics' Institute a réuni 13 grands maîtres et 37 joueurs titrés au total, ce qui en fait le tournoi le plus fort jamais organisé par ce club. Le tournoi s'est terminé par une égalité à trois pour la première place, partagée par Fabiano Caruana, Jon Ludvig Hammer et Georg Meier. Le club d'échecs accueille également des cours d'échecs gratuits et des programmes scolaires.

## Structures du club

### Directeurs de la Chess Room
Les différents directeurs  de la Chess Room (organe directeur) du club sont :
- Arthur Stamer (1951–1964)[6]
- Kurt Bendit (1963-1964)[réf. nécessaire]
- Howard Donnelly (1964-1965)[réf. nécessaire]
- William Addison (1965-1969)[7]
- Alan Bourke (1969-1971)[réf. nécessaire]
- Ray Conway (1971-1980)[réf. nécessaire]
- Max Wilkerson (1980–1996)[8]
- James Eade (1996-1998)
- William John Donaldson (1998-2018)[9]
- Abel Garza Talamantez (depuis 2018).

### Employés du club
Le club a quatre employés depuis 2020 : Abel Talamantez (directeur des échecs), Dr Judit Sztaray (directrice générale de la sensibilisation et des événements pour les jeunes), le GMI Nick de Firmian (grand maître en résidence) et le maître FIDE Paul Whitehead (coordinateur du club).